# Chickasawhay River
Chickasawhay River er en 340 km lang flod, i den sydvestlige del af Mississippi i USA. Den er et hovedtilløb til Pascagoula River, som løber ud i den Mexicanske Golf. Tilløbene til Chickasawhay afvander også en del af det vestlige Alabama. Navnet "Chickasawhay" kommer fra ordet chikashsha-ahi på Choctawsproget, som direkte oversat betyder "Chickasaw kartoffel".

## Chickasawhay Rivers løb
Chickasawhay dannes ved sammenløbet af Chunky River og Okatibbee Creek ved byen Enterprise i den nordvestlige del af Clarke County og løber hovedsageligt mod syd gennem Clarke, Wayne and Greene Counties ind i det nordlige George County, hvor den ved sammenøbet med Leaf River danner Pascagoula River. Chickasawhay løber gennem byerne Stonewall, Quitman, Shubuta, Waynesboro og Leakesville.